# Transistor Glamour
Transistor Glamour（トランジスタ・グラマー）は、米倉千尋の2枚目のアルバムである。

## 概要
- 今作より米倉が自ら作詞を手がけるようになる。
- タイトルの「Transistor Glamour」とは「小柄なのに均整がとれている可愛い子」と言う、昭和30年代に使われた同名の和製英語から来ている。このアルバムから、作詞を手掛けるようになる。初回盤のみボックス仕様になっている。

## 収録曲
1. オレンジ色のKissをあげよう
  - 作詞：渡辺なつみ・米倉千尋、作曲：南利一、編曲：亀田誠治
  - 「バヤリースオレンジ」CMソング
2. Carry On
  - 作詞：鵜島仁文・米倉千尋、作曲：鵜島仁文、編曲：見良津健雄
3. 約束
  - 作詞：渡辺なつみ・米倉千尋、作曲：MASAKI、編曲：亀田誠治
  - TBS系「どうぶつ奇想天外!」エンディングテーマ
4. 愉快な鼓動
  - 作詞・作曲：階一喜、編曲：亀田誠治
  - TBS系アニメーション「きこちゃんすまいる」後期エンディングテーマ
5. 未来の二人に
  - 作詞：工藤哲雄、作曲：都志見隆、編曲：CHOKKAKU
  - OVA「機動戦士ガンダム 第08MS小隊」挿入歌
6. ライラ・ライラ・ライ
  - 作詞：米倉千尋、作曲：鵜島仁文、編曲：見良津健雄
7. 私の勇気
  - 作詞：鵜島仁文・米倉千尋、作曲：鵜島仁文、編曲：亀田誠治
8. 心からSHINING STAR
  - 作詞：工藤哲雄、作曲：佐藤健、編曲：H.Kohshun・見良津健雄
9. がんばれ!!
  - 作詞：米倉千尋、作曲：MASAKI、編曲：H.Kohshun・見良津健雄
10. 二人で歩きたい
  - 作詞：西邑理香、作曲：松田良、編曲：H.Kohshun・見良津健雄